# Elecciones provinciales de La Pampa de 2007
Las Elecciones generales de La Pampa de 2007 se realizaron el 28 de octubre para elegir gobernador, vicegobernador y 26 diputados provinciales. El resultado estableció que el peronista Oscar Mario Jorge fuera electo gobernador.

## Reglas electorales
- Gobernador y vicegobernador electos por mayoría simple.
- 21 diputados, la totalidad de los miembros de la Cámara de Diputados Provincial. Electos por toda la provincia por sistema d'Hondt con un piso electoral de 3%.

## Resultados

### Primarias - Partido Justicialista
| Fórmula               | Fórmula               | Lista                 | Lista                              | Votos   | %     |
| Gobernador            | Vicegobernador        | Lista                 | Lista                              | Votos   | %     |
| --------------------- | --------------------- | --------------------- | ---------------------------------- | ------- | ----- |
| Oscar Mario Jorge     | Luis Alberto Campo    |                       | Lista 1 - Línea Plural             | 44.438  | 59,13 |
| Rubén Marín           | Norma Durango         |                       | Lista 2 - Convergencia             | 27.629  | 36,76 |
| Heriberto Mediza      | José Pérez            |                       | Lista 10 - Compromiso y Renovación | 3.092   | 4,11  |
| Votos positivos       | Votos positivos       | Votos positivos       | Votos positivos                    | 75.159  | 97,39 |
| Votos en blanco       | Votos en blanco       | Votos en blanco       | Votos en blanco                    | 1.819   | 2,36  |
| Votos nulos           | Votos nulos           | Votos nulos           | Votos nulos                        | 197     | 0,26  |
| Participación         | Participación         | Participación         | Participación                      | 77.175  | 36,47 |
| Electores registrados | Electores registrados | Electores registrados | Electores registrados              | 211.594 | 100   |
| Fuente:               |                       |                       |                                    |         |       |

### Gobernador y vicegobernador
| Fórmula                         | Fórmula                         | Partido               | Partido                         | Votos   | %     |
| Gobernador                      | Vicegobernador                  | Partido               | Partido                         | Votos   | %     |
| ------------------------------- | ------------------------------- | --------------------- | ------------------------------- | ------- | ----- |
| Oscar Mario Jorge               | Luis Alberto Campo              |                       | Partido Justicialista           | 90.527  | 53,45 |
| Juan Carlos Marino              | Daniel Kroneberger              |                       | Frente Pampeano Cívico y Social | 61.956  | 36,58 |
| Oscar Alberto Santamarina       | Jaime Murphy                    |                       | Coalición Cívica                | 6.092   | 3,60  |
| Zelmira Mireya Emilse Regazzoli | Eduardo Alfredo Tindiglia       |                       | Frente para el Cambio           | 5.655   | 3,34  |
| Claudio Osvaldo Montenegro      | Antonio Alberto Héctor Esquivel |                       | Partido Humanista               | 1.972   | 1,16  |
| Carlos Heguy                    | Martín Navarro                  |                       | Recrear para el Crecimiento     | 1.629   | 0,96  |
| Julio Raúl Pedehontaá           | Carlos Fernando Urmente         |                       | Pueblo Unido                    | 1.545   | 0,91  |
| Votos positivos                 | Votos positivos                 | Votos positivos       | Votos positivos                 | 169.376 | 88,17 |
| Votos en blanco                 | Votos en blanco                 | Votos en blanco       | Votos en blanco                 | 20.828  | 10,84 |
| Votos nulos                     | Votos nulos                     | Votos nulos           | Votos nulos                     | 1.903   | 0,99  |
| Participación                   | Participación                   | Participación         | Participación                   | 192.107 | 81,40 |
| Electores registrados           | Electores registrados           | Electores registrados | Electores registrados           | 235.993 | 100   |
| Fuente:                         |                                 |                       |                                 |         |       |

### Cámara de Diputados
| Partido               | Partido                         | Votos   | %     | Bancas | Electos |
| --------------------- | ------------------------------- | ------- | ----- | ------ | --- |
|                       | Partido Justicialista           | 85.490  | 52,34 | 15/26  | Ver electos: - Juan Ramón Garay - Abelardo Mario Ferrán - Sandra F. Fonseca - Mariano Alberto Fernández - Éxito Manuel Gianforte - María Patricia Lavín - Roberto Ricardo Robledo - Alfredo Gilberto Schanton - Antonia Josefa Alegre - Daniel Aníbal Lovera - Horacio D'Amico - Mariana Isabel Baudino - Luis Humberto Cervellini - Jorge Horacio Feliú - Teresa Antonieta Attocchi |
|                       | Frente Pampeano Cívico y Social | 58.119  | 35,58 | 10/26  | Ver electos: - Julio César Bergues - Claudia B. Giorgis - Martín Berhongaray - Carlos Mario Pessi - María Josefina Díaz - Hugo Andrés Pérez - Adrián Peppino - Silvia Alicia Petitti - Carlos Alberto Bruno - Sergio Heber Pregno |
|                       | Coalición Cívica                | 7.174   | 4,39  | 1/26   | - Juan Carlos Scovenna |
|                       | Frente para el Cambio           | 6.174   | 3,78  |        | |
|                       | Partido Humanista               | 2.488   | 1,52  |        | |
|                       | Recrear para el Crecimiento     | 2.257   | 1,38  |        | |
|                       | Pueblo Unido                    | 1.624   | 0,99  |        | |
| Votos positivos       | Votos positivos                 | 163.326 | 85,02 |        | |
| Votos en blanco       | Votos en blanco                 | 26.922  | 14,01 |        | |
| Votos nulos           | Votos nulos                     | 1.859   | 0,97  |        | |
| Participación         | Participación                   | 192.107 | 81,40 |        | |
| Electores registrados | Electores registrados           | 235.993 | 100   |        | |
| Fuente:               |                                 |         |       |        | |